# Cratere Semeykin
Semeykin  è un cratere sulla superficie di Marte.